# Paecilaema guttigerum
Paecilaema guttigerum is een hooiwagen uit de familie Cosmetidae.